# Teucrium polium subsp. clapae
Sous-espèce
Teucrium polium subsp. clapae, la Germandrée de la Clape, est une sous-espèce de plantes à fleurs de la famille des Lamiacées. C'est une plante herbacée endémique du Languedoc.

## Description
Plante grêle de 5 à 15 cm; corolle longue de 5 à 7 mm, blanche ou crème; étamines dépassant généralement la gorge de moins de 2,5 mm à l'allongement maximal.

## Répartition
Endémique du Languedoc : Corbières, littoral.